# Anartia sticheli
Anartia sticheli är en fjärilsart som beskrevs av Hans Fruhstorfer 1907. Anartia sticheli ingår i släktet Anartia och familjen praktfjärilar. Inga underarter finns listade i Catalogue of Life.